# Whoosh!
Whoosh! – двадцять перший студійний альбом британського рок-гурту Deep Purple, випущений 07 серпня 2020 року. Це останній студійний альбом з оригінальним матеріалом за участі Стіва Морса, який покинув гурт у липні 2020 року.

## Історія створення альбому
Під час запису альбому гурт співпрацював із продюсером Бобом Езріном, який також працював над записами їх попередніх двох альбомів. За словами Йена Гіллана, назва альбому була обрана спонтанно, через звукову асоціацію під враженням від ніби-то спостереження за минущою природою людства на Землі. Альбом мав вийти 12 червня 2020 року, але його видання було відкладено через пандемію Covid-2019.                                                                                                                                                                                     Після виходу, альбом посів четверте місце у чартах Великобританії.
Три трека були випущені синглами:
1.    Trow My Bones       20.03.2020
2.    Man Alive                30.04.2020
3.    Nothing at All          10.07.2020
Трек-лист
1.    Trow My Bones                                 3:38
2.    Drop the Weapon                              4:23
3.    We`re All the Same in the Dark         3:44
4.    Nothing at All                                     4:42
5.    No Need to Shout                              3:30
6.    Step by Step                                      3:34
7.    What the What                                   3:32
8.    The Long Way Round                        5:39
9.    The Power of  the Moon                    4:08
10.  Remission Possible  (instrumental)   1:38
11.  Man Alive                                           5:35
12.  And the Address (instrumental)         3:35
13. Dancing in My Sleep (bonus track)    3:31
                      Загальний час звучання 51: 29
Deep Purple
Йен Гіллан – вокал
Стів Морс – гітара
Роджер Гловер – бас
Йен Пейс – барабани
Дон Ейрі – клавішні
Сесійні музиканти
Саам Хашемі – мікшування Dancing in My Sleep
Айяна Джордж, Тіффані Палмер – бек вокал  No Need to Shout  
Продюсер – Боб Езрін

## Цікаві факти
Інструментальна композиція «And the Address» вперше прозвучала на дебютному альбомі гурту  «Shades of  Deep Purple» у 1968 році. Єдиним музикантом, який брав участь в обох записах, був барабанщик Йен Пейс.